# Шишов (округ Бановці-над-Бебравою)
Шишов — село в окрузі Бановці-над-Бебравою Банськобистрицького краю Словаччини. Станом на грудень 2015 року в селі проживало 495 людей.
В селі розташована римокатолицька церква.

## Географія
Протікає Лібіхавський потік.

## Населення
| Рік:            | 1994. | 2004.   | 2014.   | 2024.   |
| --------------- | ----- | ------- | ------- | ------- |
| Кількість осіб: | 496   | 505     | 495     | 493     |
| Різниця:        |       | +1,81 % | -1,98 % | -0,40 % |

| Рік:            | 2023. | 2024.   |
| --------------- | ----- | ------- |
| Кількість осіб: | 478   | 493     |
| Різниця:        |       | +3,13 % |